# Děsivé dědictví
Děsivé dědictví (v anglickém originále Hereditary) je americký nadpřirozený hororový film z roku 2018. Režie a scénáře se ujal Ari Aster, jehož je to první režie. Hlavní role hrají Toni Collette, Alex Wolff, Milly Shapiro, Ann Dowd a Gabriel Byrne. Film měl premiéru dne 21. ledna 2018 na filmovém festivalu Sundance. Ve Spojených státech měl premiéru dne 8. června 2018 a v České republice dne 19. července 2018.

## Obsazení
- Toni Collette jako Annie Graham
- Gabriel Byrne jako Steve Graham
- Alex Wolff jako Peter
- Milly Shapiro jako Charlie
- Ann Dowd jako Joan

## Přijetí

### Tržby
Film vydělal 43,5 milionů dolarů v Severní Americe a Kanadě a 30,3 milionů dolarů v ostatních oblastech, celkově tak vydělal 73,8 milionů dolarů po celém světě. Rozpočet filmu činil 10 milionů dolarů. Za první víkend docílil čtvrté nejvyšší návštěvnosti, kdy vydělal 13,6 milionů dolarů.

### Recenze
Na recenzní stránce Rotten Tomatoes získal z 256 započtených recenzí 89 procent s průměrným ratingem 8,2 bodů z deseti. Na serveru Metacritic snímek získal z 48 recenzí 87 bodů ze sta. Na Česko-Slovenské filmové databázi snímek získal 74 procent.